# Dumbrăvești, Prahova
Dumbrăvești este satul de reședință al comunei cu același nume din județul Prahova, Muntenia, România.
Așezarea este atestată documentar în 1621.
În 1831, localitatea era un sat din plaiul Teleajen, județul Saac, ce avea 114 gospodării.